# Monte Stino
Il Monte Stino, (Stì in dialetto bresciano) è una montagna delle Prealpi Bresciane e Gardesane.

## Geografia fisica
Situato nel territorio comunale di Capovalle e Valvestino, sovrasta l'abitato di Moerna. Fa parte del gruppo del Pizzocolo-Zingla-Manos.

## Origine del nome
Secondo alcuni ricercatori il toponimo del monte Stino è da ricercarsi nel nome del popolo degli Stoni, un'antica popolazione preromana che abitava in questi luoghi, difatti deriverebbe da questi lo stesso toponimo di Vestone, ma anche Val Vestino. Natale Bottazzi asserisce che il toponimo del Monte deriva dalla voce germanica "stein" che significa pietra, roccia, rupe, con riferimento alla natura del monte, infatti è da rilevarsi il fatto che nella zona vi sono altri due toponimi d'origine germanica e cioè Fienile Valdino e Cascina Los.

## Storia
Per alcuni ricercatori il Monte Stino ha dato il nome alla Val Vestino e nel corso dei secoli, data la sua posizione strategica come frontiera tra la Repubblica di Venezia e il Principato di Trento e successivamente tra
l'impero d'Austria e il regno d'Italia, assunse un ruolo importante nel controllo dei passaggi di quelle truppe che scendendo dal Trentino verso la Valle Sabbia o il Lago di Garda erano intenzionate a evitare il presidio della Rocca d'Anfo.
Nel novembre del 1526 fu scalato da circa 20.000 lanzichenecchi al comando di Georg von Frundsberg provenienti dalla Germania e diretti a Roma. Fu presidiato nel 1848 dai Corpi Volontari Lombardi e tra questi vi furono il colonnello Ernest Perrot De Thannberg, il sottotenente Emilio Dandolo e il maggiore Luciano Manara, comandante del I Battaglione dei Volontari Lombardi, che scrivendo da Capovalle il 1º giugno 1848 a Fanny Bonacina Spini affermava di essere: "Sul monte Stino, il più alto della catena, in mezzo alla neve, e guarda un passo del Tirolo pericolosissimo. Intanto che vi scrivo qui nevica. Immaginatevi che cosa sarà sul monte Stino. Sono giunto qui adesso vado subito sullo Stino a vedere quegli altri poveri diavoli". Luciano Manara restò di presidio a Capovalle dal 1° al 5 giugno al comando di due compagnie.
Nel 1859 e nel 1866 si alternarono austriaci e garibaldini del 2º Reggimento Volontari Italiani e la brigata del colonnello Hermann Thour von Fernburg.

### 1526, il transito del condottiero Georg von Frundsberg
Nel luglio 1526 domata la rivolta dei contadini a Radstadt, Georg von Frundsberg, un corpulento ma ammalato condottiero di 53 anni d'età, nobile signore del castello di Mindelheim in Baviera, suddito fedele dell'imperatore del sacro romano impero germanico, Carlo V d'Asburgo, e luterano fanatico nemico giurato del papa Clemente VII, assoldò un buon numero di fanti mercenari svevi, franconi, bavaresi e tirolesi, in totale circa 14.000 uomini, 200 operai tagliapietre specializzati nel sistemare i tracciati accidentati, 3.000 donne al seguito come vivandiere e 400 cavalli borgognoni da trasporto, intenzionato a scendere in Italia per sostenere il figlio Kasper assediato con i suoi armati a Milano dalle truppe francesi della Lega Santa. A capo delle sue soldatesche pose il figlio Melchiorre, il cognato conte Ludovico Lodron, il conte Cristoforo di Eberstein, Alessandro di Cleven, Niccolò di Fleckenstein, Alberto di Freiberg, Corrado di Bemelberg, detto “il piccolo Hess”, Nicola Seidenstuker, Giovanni di Biberach e Sebastiano Schertlin.
In ottobre Frundsberg mosse verso sud oltre le Alpi e acquartierò tutte le truppe tra Merano e Bolzano ove fu raggiunto da altri 4.500 fanti, che avevano lasciato Cremona con Corradino di Clurnes. Il 2 novembre tenne a Bolzano il consiglio di guerra e nei giorni seguenti puntò sulla città di Trento ove il 12 novembre l'armata, formata da 36 “bandiere”, mosse apparentemente verso la Valsugana e Bassano del Grappa, per poi dirigersi, attraversando il Buco di Vela, verso la valle del Chiese, ove giungerà a Lodrone il 14 sostando tre giorni in attesa dell'arrivo di tutte le forze.
Il Frundsberg, privo di artiglierie al seguito, vista l'impossibilità di superare con un unico assalto le difese venete della Rocca d'Anfo che gli sbarravano il cammino verso la pianura Padana, consigliato dal cognato il conte Ludovico Lodron e da Antonio Lodron, che conoscevano i luoghi a menadito e disponevano di guide sicure, nel pomeriggio del giorno 15, ma non prima di aver comandato una manovra diversiva di alcuni reparti verso la stessa Rocca d'Anfo come a far intendere di voler passare di là, inerpicò, apparentemente non visto dai veneziani in realtà spiato in ogni mossa, le prime 3.000 avanguardie della sua ciurmaglia, con alla testa i conti Lodron, su sentieri alle spalle del castello di San Giovanni di Bondone tra gole scoscese e dirupi da camosci puntando verso Bocca Cocca e attraverso il monte Stino, su Hano, territorio della Serenissima Repubblica di Venezia.

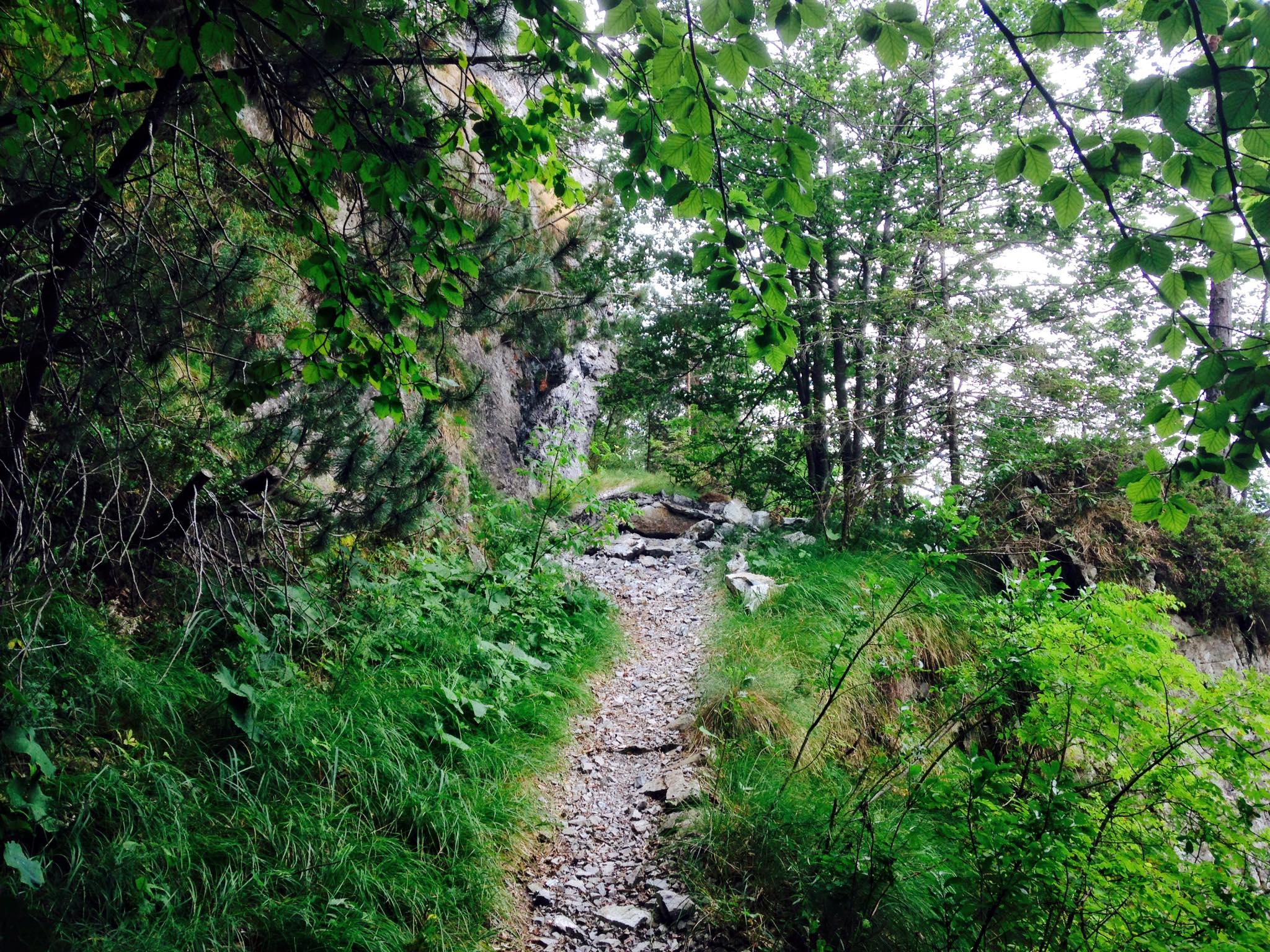
Scorcio del "sentiero della Calva o del Cingolo Rosso" in Val Vestino, oggi consiste in un'ex mulattiera militare della Grande Guerra

Il Frundsberg s'incamminò tra gli ultimi dei suoi lanzichenecchi solo all'alba del 17 partendo dal castello di San Giovanni di Bondone, seguito dal suo fido segretario e biografo Adam Reusner che stilò la cronaca dell'impresa. Percorse stancamente il lungo accidentato tracciato che attraverso il monte Calva e il monte Cingolo Rosso raggiunge dopo circa 9 chilometri Bocca Cocca e che, ancor oggi, viene indicato come il “sentiero la Calva o del Cingolo Rosso”. Nella vallata di Piombino, in territorio comunale di Moerna, la cronaca racconta che il Frundsberg attraversò un burrone assai impegnativo spesso portato a spalle dai suoi uomini. In tutto il tragitto due “lanzi” tenevano le loro lunghe alabarde a mo' di parapetto proteggendolo da eventuali cadute mentre altri lo tiravano avanti per il corpetto e uno dietro lo spingeva. Uomini e cavalli precipitarono nei canaloni. Tra la testa e la coda della colonna vi era quindi oltre due giornate di distanza.
Alcuni ricercatori si chiedono ancora oggi come mai il Frundsberg per raggiungere la pianura Padana non scelse il più semplice itinerario attraverso la Bocca di Valle-Persone-Turano o Moerna per dirigersi verso Hano, oppure scendere giù, a sud, nella valle del Toscolano fino a Maderno invece che inerpicarsi lungo un tracciato atto solo ai camosci, ricercati o contrabbandieri. Una prima ipotesi ce la fornisce il professor Richard von Hartner-Seberich sostenendo che il condottiero fu obbligato a seguire questa strada, la più breve per raggiungere la pianura Padana, dai conti Ludovico e Antonio Lodron, signori feudali della Val Vestino. Difatti costoro erano dei vecchi esperti capitani di ventura, rotti ad ogni astuzia e malvagità, e ben conoscendo il comportamento dei soldati mercenari, sicuramente vollero risparmiare eventuali violenze o danni ai loro fidati vassalli valvestinesi tutelando altresì i loro interessi. Sette mesi dopo, nel maggio del 1527, questi stessi lanzichenecchi saranno gli artefici del sacco di Roma.

### La nascita del confine tra il trentino e il bresciano. Il confine di Stato e i cippi austro-veneti
Il monte Vesta fu terra di confine da tempi immemori tra le comunità della Val Vestino e quella di Gargnano, infatti è accertato che le due terre  seguirono destini diversi già a partire dal  1027, quando Corrado II il Salico, imperatore del Sacro Romano Impero e Re d'Italia,  donò la contea di Trento, quindi anche la Val Vestino,  al vescovo Udalrico II e ai suoi successori e, nel 1035, fece lo stesso donando il territorio di Gargnano, al vescovo di Brescia, Ulderico I, e ai suoi successori. 
Da allora il vescovo di Trento rivestì anche il titolo di principe del Sacro Romano Impero ed ebbe nelle sue mani il potere spirituale e quello temporale. Poco anni dopo le terre di Val Vestino furono aggregate nuovamente al Trentino insieme alla valle di Ledro, Riva del Garda, Vallagarina, le Giudicarie, Tignale e Bagolino entrando nella sfera di influenza germanica.
È presumibile che da quel periodo il monte divenisse confine. Dal 1337 al 1426 segnò la frontiera con la signoria dei Visconti, dei Malatesta (dal 1404) e con il Ducato di Milano, successivamente lo fu con la Repubblica di Venezia, quando il 21 agosto del 1752 a seguito del trattato di Rovereto, stipulato tra l'impero d'Austria e la Serenissima, ne furono determinati nuovamente i confini di Stato con la collocazione nell'anno seguente, il 1753, di numero 34 cippi di pietra calcarea e numero 5 incisioni nella roccia sui soli confini della Val Vestino. Tra questi si cominciò con il n. 9 sul monte Cingolo Rosso, il n. 16 sul monte Stino, il numero 20 sul Dosso di Comione presso l'antica dogana, il n.25 fu posto sulla sommità del monte Vesta, il n. 29 sulla Cocca di Bollone, il n. 30 sul monte Pinel, il n.32 sulla strada da Bollone a Fassane, il n. 35 nella Valle di Cadria e l'ultimo il n.43 sul mote Puria. Questi, dopo la caduta di Venezia del 1797, la parentesi napoleonica e austriaca riguardante l'occupazione della Lombardia, continueranno a determinare il confine di Stato con il Regno d'Italia dal 1859 fino al 1918 e successivamente quello comunale  fino ai tempi odierni.

### Il contrabbando del 1800
Il contrabbando delle merci per evitare i dazi di importazione fu un problema secolare per quegli stati confinanti con la Val Vestino. Già nel 1615 il provveditore veneto di Salò, Marco Barbarigo, riferiva che "non si ha potuto usare tanta diligenza che non se sia passato sempre qualcuno per quei sentieri scavezzando i monti per la Val di Vestino et con proprij barchetti traghettando il lago d'Idro et anco per terra, entrando nella Val di Sabbio nel bresciano andarsene al suo viaggio". In tal modo allertava il Consiglio dei Dieci sulla permeabilità dei confini di stato nelle zone montane con la stessa Repubblica di Venezia che poteva ovviamente diventare particolarmente pericolosa nel casi di passaggi di banditi, contrabbandieri o per persone che violavano le misure sanitarie eccezionali, la nota "quarantena", che veniva applicata ai viaggiatori provenienti da luoghi dove erano scoppiate. 
Verso il 1882 il Regno d'Italia completò la cinturazione dei confini di Stato della Val Vestino con la costruzione dei tre citati Caselli di Dogana presidiati dai militi della Regia Guardia di Finanza. Le cronache narrano che presso il Casello di Dogana di Gargnano, della Patoàla, il professor Bartolomeo Venturini era solito nascondere il tabacco nel cappello per sfuggire ai controlli e alla tassazione.
Nel 1886 una relazione dell'amministrazione delle gabelle del Regio ministero delle Finanze affermava che il contrabbando era favorito dall'aggravamento delle tasse di produzione del Regno, dei dazi di confine e del prezzo dei tabacchi. La frontiera dell'Austria-Ungheria, presidiata da pochi agenti era particolarmente estesa e costoro non erano in grado di contenere "la fiumana di contrabbando irrompente con sfrontata audacia su tutti i punti di questa estesissima linea". Così furono istituite nuove Brigate di Finanza tra cui a Idro e Gargnano considerati "punti esposti".
Bollone come Moerna, ma in generale tutti gli abitati di Valle e dell'Alto Garda Trentino e Bresciano, terre prossime alla linea di confine, diventarono così un crocevia strategico per il contrabbando di merci tra il territorio della Riviera di Salò e il Trentino attraverso la zona montuosa del monte Vesta, del monte Stino e dei monti della Puria. Lo storico toscolanese Claudio Fossati (1838-1895) scriveva nel 1894 che il contrabbando dei valvestinesi era l'unico stimolo a violare le leggi in quanto era fomentato dalle ingiuste tariffe doganali, dai facili guadagni e dalla povertà degli abitanti.
Nel 1894 è documentato il contrasto al fenomeno: l'Intendenza di Brescia comunicava che il brigadiere Rambelli Giovanni in servizio al Casello di Gargnano ottenne il sequestro di chilogrammi 93 di zucchero e chilogrammi 1.500 di tabacco di contrabbando e fu premiato con lire 25. La guardia Bacchilega Luigi in servizio alla sezione di Dogana di Bocca di Paolone ottenne il sequestro di chilogrammi 47 di zucchero con l'arresto di un contrabbandiere e l'identificazione di un'altra persona, fu premiato con lire 15. Lo stesso Bacchilega Luigi e la guardia Carta Giuseppe ottennero il sequestro di chilogrammi 70 di zucchero con l'arresto di un contrabbandiere e furono premiati con lire 30 per la prima operazione e con lire 20 per la seconda. Nello stesso anno il comandante della Regia Guardia di Finanza del Circolo di Salò ispezionò la sede di Gargnano, il Casello di Gargnano e la sezione di Hano.
Donato Fossati (1870-1949), il nipote, raccolse la testimonianza di Giacomo Zucchetti detto "Astrologo" di Gaino, un ex milite sessantenne della Regia Guardia di Finanza, pure soprannominato per la sua appartenenza al Corpo, "Spadì", in servizio nella zona di confine tra il finire dell'Ottocento e l'inizio del Novecento, il quale affermava che "i contrabbandieri due volte la settimana in poche ore, sorpassata la montagna di Vesta allora linea di confine coll'Austria e calati a Bollone, ritornavano carichi di tabacco, di zucchero e specialmente di alcool, che rivendevano ai produttori d'acqua di cedro specialmente" della Riviera di Salò.. Al contrario per importare merci di contrabbando dal basso lago di Garda, i contrabbandieri di Val Vestino si avvalevano dell'approdo isolato della "Casa degli Spiriti" a Toscolano Maderno. Qui sbarcate le merci e caricatele a basto di mulo, salivano per il ripido sentiero di Cecina inoltrandosi furtivamente oltre la linea doganale eludendo così la vigilanza della Regia Guardia di Finanza. Noto è pure il caso a fine secolo, del brigadiere del Casello di Gargnano che recandosi, senza armi e in abiti civili, a Bollone per compiere le indagini sul traffico illecito di confine, creò un caso diplomatico tra i due Paesi.
Nel 1903 una forte scossa di terremoto fu avvertita al Casello di Gargnano passata la mezzanotte del 30 al 31 maggio producendo dei danni lievi alla struttura senza pregiudicarne l'operatività mentre riferirono i militari che passò inosservata la scossa principale delle 8 e trenta del 29 maggio.

### La Grande Guerra
Il monte Stino, causa la sua strategica posizione di confine, dominante sul lago d'Idro e sull'accesso alla Val Vestino, da sempre è stato soggetto di interessi militari. Transito di eserciti e battaglie sono stati cosa comune per secoli, tra queste praterie. Il Regio esercito non sarà da meno e fortificherà in maniera importante la zona. Prima dello scoppio della Grande Guerra, si realizzarono opere trincerate e appostamenti di artiglieria. Centinaia di metri di abbattute di alberi per intralciare il nemico, ricoveri e osservatori. Opere in parte realizzate dai fanti del 62º Reggimento di fanteria della Brigata Sicilia, nell'imminenza delle ostilità acquartierati a Barghe e largamente impiegati come manodopera, sotto la direzione del 2º Reggimento del Genio. Il 25 maggio, vigilia della guerra, vedrà il paese di Capovalle totalmente occupato da tali forze, pronto a varcare il confine. In breve tempo raggiungeranno la piana di Storo inseguendo gli imperiali che si assesteranno nelle possenti fortificazioni della stretta di Lardaro. 
Con l'avanzata del Regio esercito italiano l'articolato fronte nel 1915 si estendeva dal passo dello Stelvio al lago di Garda e comprendeva il settore "Sbarramento Giudicarie" e il sottosettore "IV bis" che difendeva l'Alto Garda bresciano, collegati tra loro da strade e fortificazioni. Il settore era affidato al XIV Corpo di Armata con la 6ª e 21ª Divisione di fanteria. La linea principale di difesa italiana correva dal monte Caplone a Limone del Garda, passando per monte Tremalzo, passo Nota, monte Carone, Punta Larici. La vicinanza con la linea dei combattimenti in Val di Ledro porterà in zona una notevole concentrazione di truppe e operai militarizzati, uomini e donne, con la realizzazione di un complesso sistema stradale, di fortificazioni, osservatori, appostamenti per le artiglierie e trincee. Da questa linea si sosterranno vari combattimenti, tendenti alla conquista delle possenti fortificazioni imperiali a nord della Val di Ledro e della fortezza di Riva del Garda con quotidiani duelli di artiglieria.
La vetta del monte Stino, vera rocca forte naturale, si staglia dominante il lago d'Idro a ovest in contrapposizione alla Rocca d'Anfo e la Val Vestino a est, e l'intento dello stato maggiore del Regio esercito italiano era quello di controllare e respingere eventuali movimenti o attacchi degli imperiali provenienti dal versante nord della Valle di Piombino e dalla zona di Mandoàla volti a penetrare nella Valle Sabbia. 
La parte del monte appartenente all'austriaca Val Vestino fu prontamente occupata a maggio nei primi giorni di guerra. Scriveva al riguardo Duilio Faustinelli, classe 1893, ardito, inviato a fine guerra, dai primi di maggio fino al giorno 20 del 1918, nella Val Vestino: "Poi trapassiamo il Lago d'Idro con dei barconi e saliamo in Val di Vestino, alta montagna, cioè Capovalle, Moerna e un altro che più non ricordo [probabilmente Magasa ndr]. Qui saliamo più in alto c'era una malga per la stagione estiva proprio per i malghesi, allora l'ho requisita con stalle e baita, proprio per dormirci dentro sulla paglia, io e altri due miei colleghi Antonio Lucchini di Trezzo D'Adda e l'altro era un milanese non mi ricordo più il suo nome,, perciò ambi tre ci mettemmo nel caserolo: pareva una vera camerina, ma mi mancava le dette formagelle, eia tu! ... Qui in questa zona han distribuito la detta polissa [polizza assicurativa] per garbugliare il povero soldato, perciò è stato proprio garbugliato, dopo trentanni manno saldato ancora per la cifra medesima, bè, "vattene a ciapal an te lo maz" e questa è stata la ricompensa, ora di questo ancora una volta apparentesi...". 
Per tutta la durata della guerra seguiranno ampliamenti e migliorie su queste postazioni, denominate ormai "Vecchio sbarramento giudicarie" e tenute pronte come "2 linea a protezione" di un'eventuale avanzata nemica. Nei pressi della cima, troveranno posto una Batteria da 149G e una da 75A. La viabilità subirà un continuo miglioramento, allargando vecchi sentieri e predisponendosi al trasporto delle artiglierie. Le trinceee costruite sui versanti digradanti verso nord, sulla valle di Piombino, verranno rafforzate in maniera notevole, raggiungendo ragguardevoli estensioni e distendendosi su più ordini. 
Furono costruite piazzole per cannoni di piccolo calibro da 75 mm. complete di riservette per le munizioni e realizzate seguendo i più moderni cannoni di fortificazione tendenti a realizzare opere incavernate il più possibile, rivelatesi le uniche resistenti ai calibri del nemico. Furono predisposte piazzole in barbetta per ospitare altri pezzi all'aperto compresi i cannoni da fortezza di grosso calibro 149A mm. e il 16º Reggimento di artiglieria di stanza a Brescia venne prontamente impiegato in zona del lago di Idro e del Garda. Tutta la zona fu collegata con una strada militare che da Idro saliva al passo della Fobbia-monte Manos e sul monte Stino e da qui proseguiva per Moerna e Bocca Cocca. I centri di difesa minori erano uniti da mulattiere militari da monte Stino alla sponda del Lago d'Idro e da Bocca Cocca alla Bocca di Cablone oppure a Bondone ampliando il famoso sentiero della Calva. 
Il monte Stino fece parte così del sistema Tombea-Caplone uno dei capisaldi principali della Terza linea di difesa arretrata, un'ampia cinta fortificata che chiudeva il settore Alto Garda verso la Valle delle Giudicarie e lungo il fianco occidentale verso il lago d'Idro fino a raccordarsi sulle posizioni fortificate arretrate del monte Denai, una Batteria di artiglieria da 149A, del monte Manos a Capovalle e con quelle della riviera gardesana del monte Spino, del monte Pizzocolo e del monte Castello di Gaino di Toscolano Maderno. Il settore era difeso da una prima linea lungo la Valle di Ledro (direttrici Passo Nota-Carone-Limone), dietro la quale furono realizzate due Linee arretrate di difesa (direttrici Tremosine-Passo Nota e Mezzema-Passo Nota), disposte verso est in modo da fronteggiare una eventuale conquista austriaca del monte Altissimo sul Baldo. Più indietro la Linea arretrata di resistenza, tra Tignale e il Passo della Puria, in totale furono costruite 2.500 fortificazioni di vario tipo, servite da circa 2.000-3.000 uomini tra artiglieri, fanti e supporti logistici.
Il nome del Monte fu pure menzionato dal poeta Gabriele D'Annunzio nel manifesto lanciato in volo su Trento il 20 settembre del 1915: "...Oggi il tricolore sventola in tutte le città sorelle, in cima a tutte le torri e a tutte le virtù. Più si vede e fiammeggia il rosso, riacceso con la passione e con le vene degli eroi novelli. Branche ignobili, violando le nostre case hanno profanato il segno, l'hanno strappato, arso e nascosto? Ebbene, oggi non vi è frode, né violenze di birro imperiale che possa spegnere la luce del tricolore nel nostro cielo. Esso è invincibile. Questi messaggi, chiusi nel drappo della nostra bandiera e muniti di lunghe fiamme vibranti, sono in memoria di quei ventuno volontari presi a Santa Massenza dalla soldataglia austriaca e fucilati nella fossa del Castello il 16 di aprile 1848. Ne cada uno nel cimitero, sopra il loro sepolcro che siamo alfine per vendicare! Bisogna che i precursori si scuotano e risuscitino, per rendere più luminosa la via ai liberatori. E i morti risuscitano. Erano là, fin dal primo giorno di guerra, a Ponte Caffaro, alla gola di Ampola, a Storo, a Lodrone, a Tiarno, a Ledro, a Condino, a Bezzecca, in tutti i luoghi dove rosseggiarono le camicie e le prodezza garibaldine. E i Corpi Franchi in Val di Sole e i Legionari di Monte Stino, tutti i nostri messaggeri disperati aspettavano la gioventù d'Italia risanguinando".
Nell'ultimo anno di guerra, nel 1918, si susseguirono gli avvicendamenti dei reparti, dal 28 marzo al 4 aprile, la Brigata "Lario" si spostò nella zona tra il lago d'Idro e quello di Garda; il 233º Reggimento fanteria si accantonò a Capovalle, Moerna, Storo e Tremalzo; il 234º Reggimento fanteria tra Sarmerio e Vesio a Tremosine, meno il II battaglione che si trasferì ad Anfo. In queste località i reggimenti atteserono alacremente a lavori di rafforzamento e mantenimento delle linee arretrate. Il 21 aprile il II Battaglione del 234º Reggimento si accantonò a Gardòla. Dal 23 al 27 la brigata si schierò in val di Ledro e la Brigata "Lario" assunse la difesa anche della zona di "Passo di Nota". Sempre nello stesso periodo dal 20 marzo al 23 aprile, fu trasferita dal fronte del Piave in zona di riposo a Capovalle, Lavenone, Odolo e Preseglie, la Brigata Chieti con il 123º e 124º Reggimento.

### Le prime asportazioni di materiale bellico
Con la fine della guerra cominciarono in Val Vestino le prime sottrazioni dei beni appartenenti all'amministrazione delle autorità militari Italiane e furono perseguite dal tribunale militare di Trento in base al decreto luogotenenziale n.1964 del 10 dicembre 1917 qualora il reato fosse stato commesso da civili.
Così il 1º dicembre 1918, sette giorni dopo la fine della guerra, la Brigata territoriale della Regia Guardia di Finanza di Moerna, denunciò cinque abitanti del paese, tali Viani Cesare, Rizzi Bortolo, P. Rocco, Andreoli Antonio e Grandi Lorenzo colpevoli di asportazione di legname e pali metallici da trincea dalle postazioni e dai ricoveri italiani di monte Stino e Bocca Cocca; essi furono così deferiti al Tribunale militare di guerra di Trento per detenzione e distruzione di bottino di guerra in violazione al bando del Comando supremo del 30 novembre 1918, ma non fu emanata alcuna sentenza per estinzione della pena determinata dell'entrata in vigore dell'amnistia con Regio decreto del 21 febbraio 1919 n.1957.

### 1944-1945. La “Linea blu” di difesa nazista
L’organizzazione Todt, creata da Fritz Todt, ministro degli Armamenti e degli Approvvigionamenti del Terzo Reich, è stata un’impresa di costruzioni che operò dapprima nella Germania nazista, e successivamente, in tutti i paesi occupati dalla Wehrmacht. Il ruolo principale dell’impresa fu la costruzione di strade, ponti e altre opere fondamentali per le armate tedesche, come la fabbricazione di linee difensive tedesche in Italia: la Linea Gustav, la Linea Gotica e, appunto, la Linea Blu, o  “Blaue Linie”, “Blaue II”  o “Linea Alpina” che dall'intersezione del confine svizzero-austriaco scendeva per circa 400 chilometri a sud est verso il bresciano, il lago d'Idro, salendo poi a nord del lago di Garda in Trentino e della provincia di Belluno seguitando fino a Monfalcone e Fiume e sfruttava ove era possibile i manufatti della Grande Guerra. 
L’organizzazione operò in stretta sinergia con gli alti comandi militari durante tutta la seconda guerra mondiale, arrivando ad impiegare al lavoro coatto ma anche volontario, remunerato, di più di 1.500.000 uomini e ragazzi, di cui 170.000 in Italia, 11.000 nel solo bresciano e i lavoratori adulti erano esentati dal prestare servizio militare obbligatorio nelle forze armate della Repubblica Sociale Italiana, evitando altresì la deportazione nei campi di lavoro in Germania. Dal luglio del 1944,  su ordine di Adolf Hitler, che emanò la direttiva numero 60, e sotto la giurisdizione nel settore ovest di Franz Hofer, gauleiter dell’Alpenvorland (che comprendeva le ex province italiane di Belluno, Bolzano e Trento), iniziarono i cantieri dei lavori della cosiddetta “Linea blu”, la linea che avrebbe dovuto garantire il blocco dell’avanzata degli angloamericani verso il nord. Nella bassa Vallecamonica e nella zona del lago di Garda e d’Idro doveva sbarrare la strada verso il Trentino ed il Cantone dei Grigioni in Svizzera. Nell’alto Garda Bresciano e nella Valle Sabbia furono costruite opere per appostamenti difensivi di artiglieria, camminamenti e ricoveri ipogei sul monte Manos, sul monte Carzen,  sul monte Stino e sulle alture della sponda orientale del lago d'Idro impiegando operai locali e della Val Vestino, più a sud i lavori interessarono il monte Pizzocolo e il monte Castello di Gaino, capo Reamòl a Limone sul Garda  e la riviera del Garda da Gargnano a Gardone Riviera con la costruzione di bunker a servizio dei vari ministeri della RSI. Nell’aprile del 1945 l’opera poteva definirsi completa ma non fu mai presidiata o armata e tantomeno impiegata dall’esercito tedesco a causa del crollo del fronte italiano e alla successiva fine del conflitto.

## Natura
È un sito botanico di importanza scientifica rilevante e la sua flora fu erborizzata dai più noti naturalisti del XIX secolo, tra questi don Pietro Porta che nel 1854 vi raccolse un cirsio glutinoso.

### La pratica delle carbonaie
Sul monte sono presenti numerose e antiche aie carbonili simbolo di una professione ormai scomparsa da decenni. Quella della carbonaia, pojat in dialetto locale, era una tecnica molto usata in passato in gran parte del territorio alpino, subalpino e appenninico, per trasformare la legna, preferibilmente di faggio, ma anche di abete, carpino, larice, frassino, castagno, cerro, pino e pino mugo, in carbone vegetale. I valvestinesi erano considerati degli esperti carbonai, carbonèr così venivano chiamati, come risulta anche dagli scritti di Cesare Battisti. I primi documenti relativi a questa professione risalgono al XVII secolo, quando uomini di Val Vestino richiedevano alle autorità della Serenissima i permessi sanitari per potersi recare a Firenze e a Venezia. Essi esercitarono il loro lavoro non solo in Italia ma anche nei territori dell'ex impero austro-ungarico, in special modo in Bosnia Erzegovina, e negli Stati Uniti d'America di fine Ottocento a Syracuse-Solvay.
Nonostante questa tecnica abbia subito piccoli cambiamenti nel corso dei secoli, la carbonaia ha sempre mantenuto una forma di montagnola conica, formata da un camino centrale e altri cunicoli di sfogo laterali, usati con lo scopo di regolare il tiraggio dell'aria. Il procedimento di produzione del carbone sfrutta una combustione imperfetta del legno, che avviene in condizioni di scarsa ossigenazione per 13 o 14 giorni.
Queste piccole aie, dette localmente ajal, jal o gial, erano disseminate nei boschi a distanze abbastanza regolari e collegate da fitte reti di sentieri. Dovevano trovarsi lontane da correnti d'aria ed essere costituite da un terreno sabbioso e permeabile. Molto spesso, visto il terreno scosceso dei boschi, erano sostenute da muri a secco in pietra e nei pressi il carbonaio vi costruiva una capanna di legno per riparo a sé e alla famiglia. In queste piazzole si ritrovano ancor oggi dei piccoli pezzi di legna ancora carbonizzata. Esse venivano ripulite accuratamente durante la preparazione del legname.
A cottura ultimata si iniziava la fase della scarbonizzazione che richiedeva 1-2 giorni di lavoro. Per prima cosa si doveva raffreddare il carbone con numerose palate di terra. Si procedeva quindi all'estrazione spegnendo con l'acqua eventuali braci rimaste accese. La qualità del carbone ottenuto variava a seconda della bravura ed esperienza del carbonaio, ma anche dal legname usato. Il carbone di ottima qualità doveva "cantare bene", cioè fare un bel rumore. Infine il carbone, quando era ben raffreddato, veniva insaccato e trasportato dai mulattieri verso la Riviera del Garda per essere venduto ai committenti. Di questo carbone si faceva uso sia domestico che industriale e la pratica cadde in disuso in Valle poco dopo la seconda guerra mondiale soppiantato dall'uso dell'energia elettrica, del gasolio e suoi derivati.